# Centaurea cataonica
Centaurea cataonica — вид квіткових рослин айстрових (Asteraceae). Ендемік Туреччини.